# Mesoniscus subterraneus
Mesoniscus subterraneus är en kräftdjursart som beskrevs av Karl Wilhelm Verhoeff 1914. Mesoniscus subterraneus ingår i släktet Mesoniscus och familjen Meoniscidae. Inga underarter finns listade i Catalogue of Life.